# Wilhelm Hellmuth-Bräm (Schauspieler, 1827)

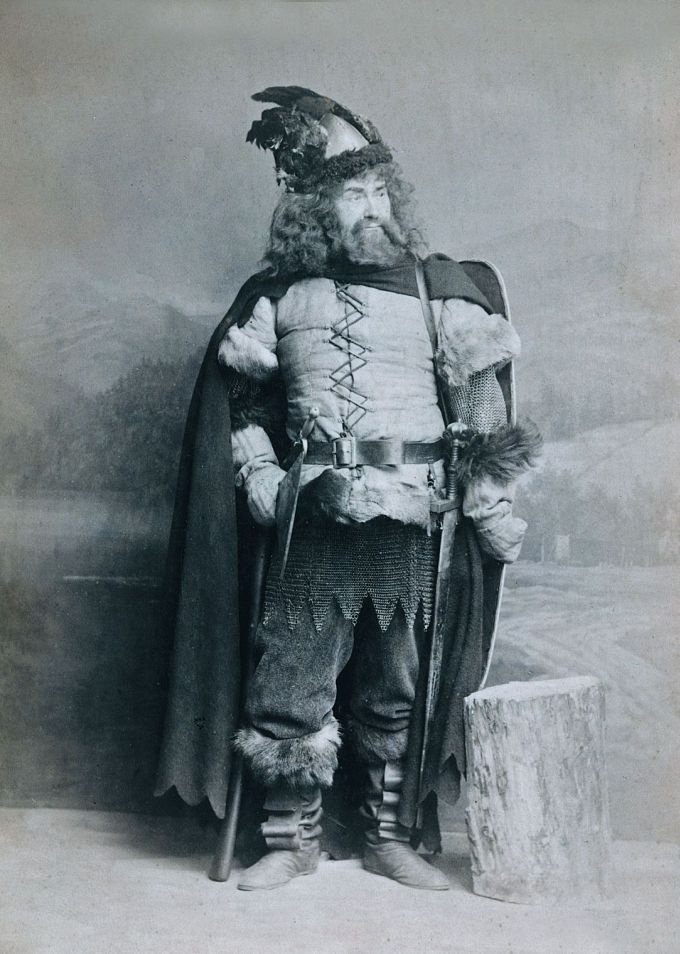
Wilhelm Hellmuth-Bräm als König Sverre in Meinigen

Wilhelm Hellmuth-Bräm (* 16. November 1827 in Basel; † 27. Dezember 1889 in Berlin) war ein Schweizer Sänger und Schauspieler.

## Leben
Als Sohn eines Lehrers geboren, studierte Hellmuth-Bräm Rechtswissenschaften in Basel, Tübingen und Bonn, was er jedoch abbrach, um sich ganz seiner Bühnenkarriere widmen zu können. Während seines Studiums wurde er 1854 Mitglied der Burschenschaft Alemannia Bonn.
In Frankfurt am Main begann er von 1855 bis 1856 seine Bühnenlaufbahn. Danach war er bis 1858 als Bassist am Theater Ballenstedt-Bernburg tätig, bevor er bis 1859 nach Danzig ging. Von 1859 bis 1861 war er beim Friedrich-Wilhelmstädtischen Theater in Berlin engagiert, an dem er in der Rolle des Jupiter an der Erstaufführung von Jacques Offenbachs Orpheus in der Unterwelt mitwirkte. In den Jahren von 1861 bis 1867 war er am Stadttheater Hamburg (Opernhaus) beschäftigt, an dem er in der Premiere des Faust von Charles Gounod den Mephisto sang. In den Jahren 1861 und 1865 war er als Gast an der Berliner Krolloper und 1863 an der Wiener Hofoper. Um 1867 wechselte er wegen nachlassender Stimme immer mehr zur Schauspielerei. Von 1867 bis 1868 war er am Carltheater in Wien tätig, von 1868 bis 1870 am Stadttheater Frankfurt am Main, von 1870 bis 1873 am Hoftheater Dresden und dann bis 1879 am Hoftheater Meiningen. Von 1879 bis 1880 war er am Königlichen Schauspielhaus in Berlin engagiert.
Er war verheiratet mit der Sängerin Laura Hellmuth-Bräm (geborene Helfferich, 1835–1913). Seine Tochter war die Sängerin Elise Hellmuth-Bräm; sein Sohn Wilhelm Hellmuth-Bräm war ebenfalls Schauspieler.